# Rudolf Bednar
Rudolf Bednar (* 20. Mai 1920 in Wien; † 24. Juni 2003) war ein österreichischer Kommunalpolitiker.

## Leben
Rudolf Bednar erlernte den Beruf des Drogisten. Er war bereits seit seiner Jugend der Sozialdemokratie verbunden. Während der Zeit des Austrofaschismus war er Mitglied der damals illegalen Roten Falken. Im Zweiten Weltkrieg geriet er in Kriegsgefangenschaft. Nach seiner Rückkehr engagierte er sich in der Margaretener Bezirksorganisation der Sozialistischen Partei, wie die SPÖ damals hieß. Nach seinem Wohnsitzwechsel in den 2. Wiener Gemeindebezirk, Leopoldstadt, wirkte er dort von 1963 bis 1976, unter Bezirksobmann Robert Uhlir, dann unter Edgar Schranz, als Sekretär der Bezirksorganisation der SPÖ.
Von 1961 bis 1977 war Bednar Landtagsabgeordneter und Gemeinderat. Von 17. Jänner 1977 bis 5. Juni 1984 war er Bezirksvorsteher des 2. Wiener Gemeindebezirks. Im Jahr 1984 ging Bednar in Pension.
Bednar starb im 84. Lebensjahr. Seine Asche wurde am Friedhof der Feuerhalle Simmering beigesetzt.

## Ehrungen
- Goldenes Ehrenzeichen des Landes Wien[1]
- Goldenes Ehrenzeichen der Republik Österreich[1]
- Im neuen Nordbahnviertel wurde der große, 2008 eröffnete Rudolf-Bednar-Park nach ihm benannt.

## Belege
1. 1 2 3 4  Langjähriger Wiener SPÖ-Kommunalpolitiker Rudolf Bednar gestorben. In: ots.at. SPÖ Klub Rathaus, 24. Juni 2003, abgerufen am 9. März 2020.
2. ↑  BezirksvorsteherInnen und deren StellvertreterInnen im 2. Bezirk seit 1945. In: wien.gv.at. Abgerufen am 9. März 2020.
3. ↑  Verabschiedung von BV i. R. Rudolf Bednar am Donnerstag, 3. Juli. In: ots.at. 27. Juni 2003, abgerufen am 9. März 2020.
4. ↑  Rudolf Bednar in der Verstorbenensuche bei friedhoefewien.at

| Personendaten    | Personendaten                            |
| ---------------- | ---------------------------------------- |
| NAME             | Bednar, Rudolf                           |
| KURZBESCHREIBUNG | österreichischer Kommunalpolitiker (SPÖ) |
| GEBURTSDATUM     | 20. Mai 1920                             |
| GEBURTSORT       | Wien                                     |
| STERBEDATUM      | 24. Juni 2003                            |